# George Scribner
Pour les articles homonymes, voir Scribner (homonymie).
George Scribner est un animateur, réalisateur et scénariste américain né le 28 septembre 1952 à Panama au Panama.

## Filmographie

### Réalisateur
- 1988 : Oliver et Compagnie
- 1990 : Le Prince et le Pauvre
- 1994 : Le Roi lion avec Roger Allers (finalement remplacé par Rob Minkoff)
- 2003 : Mickey's PhilharMagic
- 2005 : Disneyland: The First 50 Magical Years

### Scénariste
- 1994 : Le Roi lion

### Animateur
- 1980 : Bugs Bunny's Bustin' Out All Over
- 1981 : American Pop
- 1981 : Métal hurlant
- 1981 : ABC Weekend Specials (1 épisode)
- 1981 : Trollkins (13 épisodes)
- 1981 : Les Schtroumpfs (26 épisodes)
- 1981 : A Chipmunk Christmas
- 1981 : The Kwicky Koala Show (16 épisodes)
- 1982 : Les Malheurs de Heidi
- 1983 : The Biskitts (13 épisodes)
- 1985 : Taram et le Chaudron magique
- 1987 : Rock Odyssey

### Storyboardeur
- 1984 : Transformers (13 épisodes)
- 1985 : Le Défi des Gobots (60 épisodes)
- 1985-1987 : CBS Storybreak (3 épisodes)